# Cemitério da Vila Formosa
O Cemitério da Vila Formosa é uma necrópole pública brasileira da cidade de São Paulo, capital do estado homônimo.
É considerado o maior cemitério da América Latina.

## Localização
De acordo com os atuais mapas dos distritos de Vila Formosa e Carrão, o cemitério pertence a este último, porém, devido à constante urbanização da região, é comum confundir-se com sua exata localização.

## História
Fundado em 20 de maio de 1949, o Cemitério da Vila Formosa ocupa uma área de 763 175 m². Desde a sua inauguração, já foram realizados mais de 1,5 milhão de sepultamentos. É uma necrópole voltada sobretudo para pessoas das classe C, D e E.

## Características
Dividido em duas alas, todo mês realizam-se uma média de 275 sepultamentos. Com vinte e quatro salas para os velórios, o Vila Formosa possui três entradas.
Ocupa a quarta maior área verde do município, sendo superado apenas pelos parques Anhanguera, Ibirapuera e  Carmo, este último também na zona leste paulistana, representando assim uma importante área verde para a zona leste da cidade. Por ser muito arborizado é utilizado diariamente para o lazer, principalmente das crianças e dos adeptos das caminhadas e corridas. 